# Octinodes macer
Octinodes macer is een keversoort uit de familie van de kniptorren (Elateridae). De wetenschappelijke naam van de soort werd in 1881 gepubliceerd door George Henry Horn.